# Таиланд на летних Олимпийских играх 2016
Таиланд на летних Олимпийских играх 2016 года был представлен как минимум в тринадцати видах спорта.

## Медали
| Золото  |                        |                                      |            |
| №       | Спортсмены             | Вид спорта (дисциплина)              | Дата       |
| 1       | Сопита Танасан         | Тяжёлая атлетика (до 48 кг, женщины) | 6 августа  |
| 2       | Сукания Срисурат       | Тяжёлая атлетика (до 58 кг, женщины) | 8 августа  |
| Серебро |                        |                                      |            |
| №       | Спортсмены             | Вид спорта (дисциплина)              | Дата       |
| 1       | Пимсири Сирикаев       | Тяжёлая атлетика (до 58 кг, женщины) | 8 августа  |
| 2       | Тавин Ханпраб          | Тхэквондо (до 58 кг, мужчины)        | 17 августа |
| Бронза  |                        |                                      |            |
| №       | Спортсмены             | Вид спорта (дисциплина)              | Дата       |
| 1       | Синпхет Круайтхонг     | Тяжёлая атлетика (до 56 кг, мужчины) | 7 августа  |
| 2       | Панипак Вонгпаттанакит | Тхэквондо (до 49 кг, женщины)        | 17 августа |

## Состав сборной
Академическая гребля
1. Джаруват Саенсук
2. Пхуттхаракса Никри

 Бадминтон
1. Бодин Иссара
2. Бунсак Понсана
3. Савитри Амитрапай
4. Порнтип Буранапрасертсук
5. Ратчханок Интанон
6. Путтита Супаджиракул
7. Сапсири Таэраттаначхаи

 Бокс
1. Сайлом Ади
2. Чатчай Бутди
3. Вуттичай Масук
4. Амнат Руенроенг
5. Пимвилай Лаопим

Велоспорт
 Шоссейный велоспорт
1. Чутатип Манипхан

 BMX
1. Аманда Сарр

 Гольф
1. Кирадеч Апхибарнрат
2. Тхонгчхаи Джаиди
3. Ария Джутанугарн
4. Порнанонг Пхатлум

 Дзюдо
1. Кенатхип Йеа-Он

 Лёгкая атлетика
1. Бунтхунг Срисунг
2. Джейн Вонгворачхоти
3. Субенрат Инсаенг
4. Наттхая Тханароннават

 Настольный теннис
1. Падасак Танвириявечхакул
2. Нантхана Комвонг
3. Сутхасини Саветтабут

 Парусный спорт
1. Кирати Буалонг
2. Наттхапхонг Пхоноппхарат
3. Сирипон Кэвдуангнгам
4. Канолван Чханйми

 Плавание
1. Радомиус Маджиюр
2. Наттханан Чанкрачанг

 Стрельба
1. Напис Тортунгпанич
2. Аттапон Ыа-Ари
3. Сутия Йевчалеммит
4. Пим-Он Клайсубан
5. Таняпорн Пруксакорн

 Стрельба из лука
1. Виттхая Тхамвонг

 Теннис
1. Санчай Ративатана
2. Сончат Ративатана

 Тхэквондо
1. Квота 1
2. Квота 2
3. Квота 3

 Тяжёлая атлетика
1. Синпхет Круайтхонг
2. Сопита Танасан
3. Витун Мингмун
4. Квота 4
5. Квота 5
6. Квота 6
7. Квота 7
8. Квота 8

## Результаты соревнований

### Академическая гребля
В следующий раунд из каждого заезда проходят несколько лучших экипажей (в зависимости от дисциплины). В отборочный заезд попадают спортсмены, выбывшие в предварительном раунде. В финал A выходят 6 сильнейших экипажей, остальные разыгрывают места в утешительных финалах B-F.
Мужчины
| Соревнование | Спортсмены       | Предварительный заезд | Предварительный заезд | Предварительный заезд | Отборочный заезд | Отборочный заезд | Отборочный заезд | Четвертьфинал | Четвертьфинал | Четвертьфинал | Полуфинал     | Полуфинал     | Полуфинал     | Финал   | Финал   | Итоговое место |
| Соревнование | Спортсмены       | Заезд                 | Время                 | Место                 | Заезд            | Время            | Место            | Заезд         | Время         | Место         | Заезд         | Время         | Место         | Время   | Место   | Итоговое место |
| ------------ | ---------------- | --------------------- | --------------------- | --------------------- | ---------------- | ---------------- | ---------------- | ------------- | ------------- | ------------- | ------------- | ------------- | ------------- | ------- | ------- | -------------- |
| одиночки     | Джаруват Саенсук | 1                     | 7:25,06               | 4                     | 2                | 7:16,39          | 3 Q E/F          | не участвовал | не участвовал | не участвовал | Полуфинал E/F | Полуфинал E/F | Полуфинал E/F | Финал E | Финал E | 26             |
| одиночки     | Джаруват Саенсук | 1                     | 7:25,06               | 4                     | 2                | 7:16,39          | 3 Q E/F          | не участвовал | не участвовал | не участвовал | 1             | 7:54,38       | 1             | 7:49,86 | 2       | 26             |

Женщины
| Соревнование | Спортсмены         | Предварительный заезд | Предварительный заезд | Предварительный заезд | Отборочный заезд | Отборочный заезд | Отборочный заезд | Четвертьфинал  | Четвертьфинал  | Четвертьфинал  | Полуфинал     | Полуфинал     | Полуфинал     | Финал   | Финал   | Итоговое место |
| Соревнование | Спортсмены         | Заезд                 | Время                 | Место                 | Заезд            | Время            | Место            | Заезд          | Время          | Место          | Заезд         | Время         | Место         | Время   | Место   | Итоговое место |
| ------------ | ------------------ | --------------------- | --------------------- | --------------------- | ---------------- | ---------------- | ---------------- | -------------- | -------------- | -------------- | ------------- | ------------- | ------------- | ------- | ------- | -------------- |
| одиночки     | Пхуттхаракса Никри | 3                     | 9:17,95               | 4                     | 3                | 8:07,92          | 4                | не участвовала | не участвовала | не участвовала | Полуфинал E/F | Полуфинал E/F | Полуфинал E/F | Финал E | Финал E |                |
| одиночки     | Пхуттхаракса Никри | 3                     | 9:17,95               | 4                     | 3                | 8:07,92          | 4                | не участвовала | не участвовала | не участвовала | 1             | 8:51,99       | 3             |         |         |                |

### Бадминтон
Одиночный разряд
| Соревнование | Спортсмены               | Групповой этап | Групповой этап | Групповой этап | 1/8 финала | 1/4 финала | 1/2 финала | Финал | Итоговое место |
| Соревнование | Спортсмены               | 1 матч         | 2 матч         | Место          | 1/8 финала | 1/4 финала | 1/2 финала | Финал | Итоговое место |
| ------------ | ------------------------ | -------------- | -------------- | -------------- | ---------- | ---------- | ---------- | ----- | -------------- |
| мужчины      | Бунсак Понсана           | Группа         | Группа         | Группа         |            |            |            |       |                |
| мужчины      | Бунсак Понсана           |                |                |                |            |            |            |       |                |
| женщины      | Ратчханок Интанон        | Группа         | Группа         | Группа         |            |            |            |       |                |
| женщины      | Ратчханок Интанон        |                |                |                |            |            |            |       |                |
| женщины      | Порнтип Буранапрасертсук | Группа         | Группа         | Группа         |            |            |            |       |                |
| женщины      | Порнтип Буранапрасертсук |                |                |                |            |            |            |       |                |

Парный разряд
| Соревнование | Спортсмены                                  | Групповой этап | Групповой этап | Групповой этап | Групповой этап | 1/4 финала | 1/2 финала | Финал | Итоговое место |
| Соревнование | Спортсмены                                  | 1 матч         | 2 матч         | 3 матч         | Место          | 1/4 финала | 1/2 финала | Финал | Итоговое место |
| ------------ | ------------------------------------------- | -------------- | -------------- | -------------- | -------------- | ---------- | ---------- | ----- | -------------- |
| женщины      | Путтита Супаджиракул Сапсири Таэраттаначхаи | Группа         | Группа         | Группа         | Группа         |            |            |       |                |
| женщины      | Путтита Супаджиракул Сапсири Таэраттаначхаи |                |                |                |                |            |            |       |                |
| микст        | Бодин Иссара Савитри Амитрапай              | Группа         | Группа         | Группа         | Группа         |            |            |       |                |
| микст        | Бодин Иссара Савитри Амитрапай              |                |                |                |                |            |            |       |                |

### Бокс
Квоты, завоёванные спортсменами являются именными. Если от одной страны путёвки на Игры завоюют два и более спортсмена, то право выбора боксёра предоставляется национальному Олимпийскому комитету. Соревнования по боксу проходят по системе плей-офф. Для победы в олимпийском турнире боксёру необходимо одержать либо четыре, либо пять побед в зависимости от жеребьёвки соревнований. Оба спортсмена, проигравшие в полуфинальных поединках, становятся обладателями бронзовых наград.
Мужчины
| Категория | Спортсмены      | Первый раунд          | Второй раунд            | Четвертьфинал        | Полуфинал            | Финал                | Место                |
| Категория | Спортсмены      | Соперник Результат    | Соперник Результат      | Соперник Результат   | Соперник Результат   | Соперник Результат   | Место                |
| --------- | --------------- | --------------------- | ----------------------- | -------------------- | -------------------- | -------------------- | -------------------- |
| до 56 кг  | Чатчай Бутди    | GBRК. Ашфак В 3:0     | RUSВ. Никитин (8) :     |                      |                      |                      |                      |
| до 60 кг  | Амнат Руенроенг | ARGИ. Перрин В 3:0    | FRAС. Умиа (7) П TKO R3 | завершил выступление | завершил выступление | завершил выступление | завершил выступление |
| до 64 кг  | Вуттичай Масук  |                       |                         |                      |                      |                      |                      |
| до 69 кг  | Саилом Ади      | BLRП. Костромин В 2:1 | BULС. Чамов :           |                      |                      |                      |                      |

Женщины
| Категория | Спортсмены      | Первый раунд       | Четвертьфинал      | Полуфинал          | Финал              | Место |
| Категория | Спортсмены      | Соперник Результат | Соперник Результат | Соперник Результат | Соперник Результат | Место |
| --------- | --------------- | ------------------ | ------------------ | ------------------ | ------------------ | ----- |
| до 51 кг  | Пимвилай Лаопим |                    |                    |                    |                    |       |

### Велоспорт

#### Шоссейный велоспорт
Женщины
| Соревнование    | Спортсмены       | Время | Место | Отставание |
| --------------- | ---------------- | ----- | ----- | ---------- |
| групповая гонка | Чутатип Манипхан | DNF   | DNF   | DNF        |

#### BMX
Женщины
| Соревнование | Спортсмены  | Квалификация | Квалификация | 1\2 финала | 1\2 финала  | 1\2 финала  | 1\2 финала  | 1\2 финала | 1\2 финала | Финал | Финал | Место |
| Соревнование | Спортсмены  | Время        | Место        | Заезд      | 1 гонка     | 2 гонка     | 3 гонка     | Всего      | Место      | Финал | Финал | Место |
| Соревнование | Спортсмены  | Время        | Место        | Заезд      | Время Место | Время Место | Время Место | Всего      | Место      | Время | Место | Место |
| ------------ | ----------- | ------------ | ------------ | ---------- | ----------- | ----------- | ----------- | ---------- | ---------- | ----- | ----- | ----- |
| BMX          | Аманда Сарр |              |              |            |             |             |             |            |            |       |       |       |

### Водные виды спорта

#### Плавание
В следующий раунд на каждой дистанции проходят спортсмены, показавшие лучший результат, независимо от места, занятого в своём заплыве.
Мужчины
| Дистанция          | Спортсмены       | Предварительный раунд | Предварительный раунд | Предварительный раунд | Полуфинал            | Полуфинал            | Полуфинал            | Финал                | Финал                |
| Дистанция          | Спортсмены       | Заплыв                | Результат             | Место                 | Заплыв               | Результат            | Место                | Результат            | Место                |
| ------------------ | ---------------- | --------------------- | --------------------- | --------------------- | -------------------- | -------------------- | -------------------- | -------------------- | -------------------- |
| 100 метров брассом | Радомиус Маджиюр | 1                     | 1:02,36               | 37                    | завершил выступление | завершил выступление | завершил выступление | завершил выступление | завершил выступление |

Женщины
| Дистанция                 | Спортсмены           | Предварительный раунд | Предварительный раунд | Предварительный раунд | Полуфинал             | Полуфинал             | Полуфинал             | Финал                 | Финал                 |
| Дистанция                 | Спортсмены           | Заплыв                | Результат             | Место                 | Заплыв                | Результат             | Место                 | Результат             | Место                 |
| ------------------------- | -------------------- | --------------------- | --------------------- | --------------------- | --------------------- | --------------------- | --------------------- | --------------------- | --------------------- |
| 100 метров вольным стилем | Наттханан Чанкрачанг | 2                     | 56,24                 | 32                    | завершила выступление | завершила выступление | завершила выступление | завершила выступление | завершила выступление |

### Гольф
Последний раз соревнования по гольфу в рамках Олимпийских игр проводились в 1904 году. В Рио-де-Жанейро турнир гольфистов прошёл на 18-луночном поле, со счётом 71 пар. Каждый участник прошёл все 18 лунок по 4 раза.
Мужчины
В мужском турнире Таиланд представляли 38-й номер мирового рейтинга Тхонгчхаи Джаиди и 53-й Кирадеч Апхибарнрат. После первых двух раундов Апхибарнрат расположился на 12-й позиции, с отставанием от лидера австралийца Маркуса Фрейзера в 8 ударов. Заключительные два раунда позволили таиландскому гольфисту немного улучшить итоговую позицию. Олимпийский турнир Апхибарнрат закончил на 5-м месте (разделив его ещё с двумя гольфистами) с результатом 8 ниже пар.
| Соревнование | Спортсмены          | Первый раунд | Первый раунд | Второй раунд | Второй раунд | Третий раунд | Третий раунд | Четвёртый раунд | Четвёртый раунд | Итоговый результат | Итоговое место |
| Соревнование | Спортсмены          | Очки         | Место        | Очки         | Место        | Очки         | Место        | Очки            | Место           | Итоговый результат | Итоговое место |
| ------------ | ------------------- | ------------ | ------------ | ------------ | ------------ | ------------ | ------------ | --------------- | --------------- | ------------------ | -------------- |
| мужчины      | Кирадеч Апхибарнрат | 71 (+0)      | 27           | 69 (-2)      | 12           | 69 (-2)      | 13           | 67 (-4)         | 8               | 276 (-8)           | 5              |
| мужчины      | Тхонгчхаи Джаиди    |              |              |              |              |              |              |                 |                 |                    |                |

Женщины
| Соревнование | Спортсмены        | Первый раунд | Первый раунд | Второй раунд | Второй раунд | Третий раунд | Третий раунд | Четвёртый раунд | Четвёртый раунд | Итоговый результат | Итоговое место |
| Соревнование | Спортсмены        | Очки         | Место        | Очки         | Место        | Очки         | Место        | Очки            | Место           | Итоговый результат | Итоговое место |
| ------------ | ----------------- | ------------ | ------------ | ------------ | ------------ | ------------ | ------------ | --------------- | --------------- | ------------------ | -------------- |
| женщины      | Ария Джутанугарн  |              |              |              |              |              |              |                 |                 |                    |                |
| женщины      | Порнанонг Пхатлум |              |              |              |              |              |              |                 |                 |                    |                |

### Дзюдо
Соревнования по дзюдо проводились по системе с выбыванием. В утешительные раунды попадали спортсмены, проигравшие полуфиналистам турнира. Два спортсмена, одержавших победу в утешительном раунде, в поединке за бронзу сражались с дзюдоистами, проигравшими в полуфинале.
Мужчины
| Категория    | Спортсмены      | 1/32 финала        | 1/16 финала        | 1/8 финала         | Четвертьфинал      | Полуфинал          | Финал              | Место |
| Категория    | Спортсмены      | Соперник Результат | Соперник Результат | Соперник Результат | Соперник Результат | Соперник Результат | Соперник Результат | Место |
| ------------ | --------------- | ------------------ | ------------------ | ------------------ | ------------------ | ------------------ | ------------------ | ----- |
| свыше 100 кг | Кенатхип Йеа-Он |                    |                    |                    |                    |                    |                    |       |

### Лёгкая атлетика
Мужчины
Шоссейные дисциплины
| Дисциплина | Спортсмен        | Время | Место | Отставание |
| ---------- | ---------------- | ----- | ----- | ---------- |
| марафон    | Бунтхунг Срисунг |       |       |            |

Женщины
 Шоссейные дисциплины
| Дисциплина | Спортсмен             | Время | Место | Отставание |
| ---------- | --------------------- | ----- | ----- | ---------- |
| марафон    | Джейн Вонгворачхоти   |       |       |            |
| марафон    | Наттхая Тханароннават |       |       |            |

 Технические дисциплины
| Дисциплина    | Спортсмен        | Квалификация | Квалификация | Финал     | Финал |
| Дисциплина    | Спортсмен        | Результат    | Место        | Результат | Место |
| ------------- | ---------------- | ------------ | ------------ | --------- | ----- |
| метание диска | Субенрат Инсаенг |              |              |           |       |

### Настольный теннис
Соревнования по настольному теннису проходили по системе плей-офф. Каждый матч продолжается до тех пор, пока один из теннисистов не выигрывает 4 партии. Сильнейшие 16 спортсменов начинали соревнования с третьего раунда, следующие 16 по рейтингу стартовали со второго раунда.
Мужчины
| Соревнование     | Спортсмены               | Квалификация       | Первый раунд       | Второй раунд            | Третий раунд         | 1/8 финала           | 1/4 финала           | Полуфинал            | Финал                |
| Соревнование     | Спортсмены               | Соперник Результат | Соперник Результат | Соперник Результат      | Соперник Результат   | Соперник Результат   | Соперник Результат   | Соперник Результат   | Соперник Результат   |
| ---------------- | ------------------------ | ------------------ | ------------------ | ----------------------- | -------------------- | -------------------- | -------------------- | -------------------- | -------------------- |
| одиночный разряд | Падасак Танвириявечхакул | не участвовал      | INDС. Гош В 4:1    | GREП. Гьонис (19) П 0:4 | завершил выступление | завершил выступление | завершил выступление | завершил выступление | завершил выступление |

Женщины
| Соревнование     | Спортсмены           | Квалификация       | Первый раунд       | Второй раунд          | Третий раунд          | 1/8 финала            | 1/4 финала            | Полуфинал             | Финал                 |
| Соревнование     | Спортсмены           | Соперник Результат | Соперник Результат | Соперник Результат    | Соперник Результат    | Соперник Результат    | Соперник Результат    | Соперник Результат    | Соперник Результат    |
| ---------------- | -------------------- | ------------------ | ------------------ | --------------------- | --------------------- | --------------------- | --------------------- | --------------------- | --------------------- |
| одиночный разряд | Нантхана Комвонг     | не участвовала     | EGYД. Мешреф В 4:1 | PORЮй Фу (17) В 4:3   | GERХань Ин (5) П 0:4  | завершила выступление | завершила выступление | завершила выступление | завершила выступление |
| одиночный разряд | Сутхасини Саветтабут | не участвовала     | CGOХань Син В 4:3  | NEDЛи Цзяо (20) П 2:4 | завершила выступление | завершила выступление | завершила выступление | завершила выступление | завершила выступление |

### Парусный спорт
Соревнования по парусному спорту в каждом из классов состояли из 10 или 12 гонок. Каждую гонку спортсмены начинали с общего старта. Победителем становился экипаж, первым пересекший финишную черту. Количество очков, идущих в общий зачёт, соответствовало занятому командой месту. 10 лучших экипажей по результатам предварительных заплывов попадали в медальную гонку, результаты которой также шли в общий зачёт. В медальной гонке, очки, полученные экипажем удваивались. В случае если участник соревнований не смог завершить гонку ему начислялось количество очков, равное количеству участников плюс один. При итоговом подсчёте очков не учитывался худший результат, показанный экипажем в одной из гонок. Сборная, набравшая наименьшее количество очков, становится олимпийским чемпионом.
Мужчины
| Класс | Спортсмены               | Гонка | Гонка | Гонка | Гонка | Гонка  | Гонка | Гонка | Гонка | Гонка | Гонка  | Гонка         | Гонка         | Гонка         | Очки | Место |
| Класс | Спортсмены               | 1     | 2     | 3     | 4     | 5      | 6     | 7     | 8     | 9     | 10     | 11            | 12            | M             | Очки | Место |
| ----- | ------------------------ | ----- | ----- | ----- | ----- | ------ | ----- | ----- | ----- | ----- | ------ | ------------- | ------------- | ------------- | ---- | ----- |
| RS:X  | Наттхапхонг Пхоноппхарат | 32    | 29    | 32    | 14    | 37 DNF | 21    | 30    | 24    | 25    | 25     | 28            | 27            | не участвовал | 287  | 29    |
| Лазер | Кирати Буалонг           | 25    | 38    | 37    | 31    | 37     | 39    | 35    | 18    | 27    | 47 BFD | не проводится | не проводится | не участвовал | 287  | 37    |

Женщины
| Класс        | Спортсменки          | Гонка | Гонка | Гонка | Гонка | Гонка | Гонка | Гонка | Гонка | Гонка  | Гонка | Гонка         | Гонка         | Гонка          | Очки | Место |
| Класс        | Спортсменки          | 1     | 2     | 3     | 4     | 5     | 6     | 7     | 8     | 9      | 10    | 11            | 12            | M              | Очки | Место |
| ------------ | -------------------- | ----- | ----- | ----- | ----- | ----- | ----- | ----- | ----- | ------ | ----- | ------------- | ------------- | -------------- | ---- | ----- |
| RS:X         | Сирипон Кэвдуангнгам |       |       |       |       |       |       |       |       |        |       | не проводится | не проводится |                |      |       |
| Лазер Радиал | Канолван Чханйми     | 25    | 27    | 27    | 31    | 32    | 34    | 30    | 31    | 38 UFD | 31    | не проводится | не проводится | не участвовала | 268  | 32    |

### Стрельба
В январе 2013 года Международная федерация спортивной стрельбы приняла новые правила проведения соревнований на 2013—2016 года, которые, в частности, изменили порядок проведения финалов. Во многих дисциплинах спортсмены, прошедшие в финал, теперь начинают решающий раунд без очков, набранных в квалификации, а финал проходит по системе с выбыванием. Также в финалах после каждого раунда стрельбы из дальнейшей борьбы выбывает спортсмен с наименьшим количеством баллов. В скоростном пистолете решающие поединки проходят по системе попал-промах. В стендовой стрельбе добавился полуфинальный раунд, где определяются по два участника финального матча и поединка за третье место.
Мужчины
| Соревнование                          | Спортсмены         | Квалификация | Квалификация | Полуфинал     | Полуфинал     | Финал                | Финал                |
| Соревнование                          | Спортсмены         | Результат    | Место        | Результат     | Место         | Соперник/ Результат  | Место                |
| ------------------------------------- | ------------------ | ------------ | ------------ | ------------- | ------------- | -------------------- | -------------------- |
| пневматическая винтовка, 10 метров    | Напис Тортунгпанич | 617,4        | 41           | не проводится | не проводится | завершил выступление | завершил выступление |
| винтовка лёжа, 50 метров              | Аттапон Ыа-Ари     |              |              | не проводится | не проводится |                      |                      |
| винтовка лёжа, 50 метров              | Напис Тортунгпанич |              |              | не проводится | не проводится |                      |                      |
| винтовка из трёх положений, 50 метров | Напис Тортунгпанич |              |              | не проводится | не проводится |                      |                      |

Женщины
| Соревнование                       | Спортсмены          | Квалификация | Квалификация | Полуфинал             | Полуфинал             | Финал                 | Финал                 |
| Соревнование                       | Спортсмены          | Результат    | Место        | Результат             | Место                 | Соперник/ Результат   | Место                 |
| ---------------------------------- | ------------------- | ------------ | ------------ | --------------------- | --------------------- | --------------------- | --------------------- |
| пневматический пистолет, 10 метров | Таняпорн Пруксакорн | 378          | 27           | не проводится         | не проводится         | завершила выступление | завершила выступление |
| пневматический пистолет, 10 метров | Пим-Он Клайсубан    | 373          | 39           | не проводится         | не проводится         | завершила выступление | завершила выступление |
| пистолет, 25 метров                | Пим-Он Клайсубан    | 575          | 23           | завершила выступление | завершила выступление | завершила выступление | завершила выступление |
| пистолет, 25 метров                | Таняпорн Пруксакорн | 568          | 32           | завершила выступление | завершила выступление | завершила выступление | завершила выступление |
| скит                               | Сутия Йевчалеммит   |              |              |                       |                       |                       |                       |

### Стрельба из лука
В квалификации соревнований лучники выполняют 12 серий выстрелов по 6 стрел с расстояния 70-ти метров. По итогам предварительного раунда составляется сетка плей-офф, где в 1/32 финала 1-й номер посева встречается с 64-м, 2-й с 63-м и.т.д. В поединках на выбывание спортсмены выполняют по три выстрела. Участник, набравший за эту серию больше очков получает 2 очка. Если же оба лучника набрали одинаковое количество баллов, то они получают по одному очку. Победителем пары становится лучник, первым набравший 6 очков.
Мужчины
| Соревнование              | Спортсмены       | Квалификация | Квалификация | 1/32 финала              | 1/16 финала               | 1/8 финала         | Четвертьфинал      | Полуфинал          | Финал              | Место |
| Соревнование              | Спортсмены       | Результат    | Место        | Соперник Результат       | Соперник Результат        | Соперник Результат | Соперник Результат | Соперник Результат | Соперник Результат | Место |
| ------------------------- | ---------------- | ------------ | ------------ | ------------------------ | ------------------------- | ------------------ | ------------------ | ------------------ | ------------------ | ----- |
| индивидуальное первенство | Виттхая Тхамвонг | 655          | 41           | MGLЖ. Гантогс (24) В 7:3 | TPEВэй Чжуньхэн (9) В 6:5 |                    |                    |                    |                    |       |

### Теннис
Соревнования прошли на кортах олимпийского теннисного центра. Теннисные матчи проходили на кортах с твёрдым покрытием DecoTurf, на которых также проходит и Открытый чемпионат США.
Мужчины
| Соревнование  | Спортсмены                          | 1/32 финала        | 1/16 финала                            | 1/8 финала            | Четвертьфинал         | Полуфинал             | Финал                 | Место                 |
| Соревнование  | Спортсмены                          | Соперник Результат | Соперник Результат                     | Соперник Результат    | Соперник Результат    | Соперник Результат    | Соперник Результат    | Место                 |
| ------------- | ----------------------------------- | ------------------ | -------------------------------------- | --------------------- | --------------------- | --------------------- | --------------------- | --------------------- |
| парный разряд | Санчай Ративатана Сончат Ративатана | Не проводится      | BRAМ. Мело / Б. Соарес (3) П 0:6, 61:7 | Завершили выступление | Завершили выступление | Завершили выступление | Завершили выступление | Завершили выступление |

### Тхэквондо
Соревнования по тхэквондо проходят по системе с выбыванием. Для победы в турнире спортсмену необходимо одержать 4 победы. Тхэквондисты, проигравшие по ходу соревнований будущим финалистам, принимают участие в утешительном турнире за две бронзовые медали.
Мужчины
| Категория | Спортсмены | Первый раунд       | Четвертьфинал      | Полуфинал          | Финал              | Место |
| Категория | Спортсмены | Соперник Результат | Соперник Результат | Соперник Результат | Соперник Результат | Место |
| --------- | ---------- | ------------------ | ------------------ | ------------------ | ------------------ | ----- |
| до 58 кг  |            |                    |                    |                    |                    |       |

Женщины
| Категория | Спортсмены | Первый раунд       | Четвертьфинал      | Полуфинал          | Финал              | Место |
| Категория | Спортсмены | Соперник Результат | Соперник Результат | Соперник Результат | Соперник Результат | Место |
| --------- | ---------- | ------------------ | ------------------ | ------------------ | ------------------ | ----- |
| до 49 кг  |            |                    |                    |                    |                    |       |
| до 57 кг  |            |                    |                    |                    |                    |       |

### Тяжёлая атлетика
Каждый НОК самостоятельно выбирает категорию в которой выступит её тяжелоатлет. В рамках соревнований проводятся два упражнения — рывок и толчок. В каждом из упражнений спортсмену даётся 3 попытки. Победитель определяется по сумме двух упражнений. При равенстве результатов победа присуждается спортсмену, с меньшим собственным весом.
Мужчины
| Категория | Спортсмены         | Вес   | Рывок | Рывок | Рывок | Толчок | Толчок | Толчок | Всего | Место |
| Категория | Спортсмены         | Вес   | 1     | 2     | 3     | 1      | 2      | 3      | Всего | Место |
| --------- | ------------------ | ----- | ----- | ----- | ----- | ------ | ------ | ------ | ----- | ----- |
| до 56 кг  | Синпхет Круайтхонг | 55,43 | 125   | 131   | 132   | 154    | 157    | 161    | 289   | 3     |
| до 56 кг  | Витун Мингмун      | 55,67 | 113   | 113   | 116   | 148    | 151    | 151    | 261   | 9     |
| до 69 кг  | Тайрат Бунсук      | 68,65 | 137   | 141   | 141   | 175    | 179    | 181    | 316   | 11    |
|           |                    |       |       |       |       |        |        |        |       |       |
|           |                    |       |       |       |       |        |        |        |       |       |

Женщины
| Категория | Спортсмены       | Вес   | Рывок | Рывок | Рывок  | Толчок | Толчок | Толчок | Всего | Место |
| Категория | Спортсмены       | Вес   | 1     | 2     | 3      | 1      | 2      | 3      | Всего | Место |
| --------- | ---------------- | ----- | ----- | ----- | ------ | ------ | ------ | ------ | ----- | ----- |
| до 48 кг  | Сопита Танасан   | 47,91 | 88    | 90    | 92     | 106    | 108    | 110    | 200   | 1     |
| до 58 кг  | Сукания Срисурат | 56,89 | 105   | 108   | 110 OR | 127    | 130    | 132    | 240   | 1     |
| до 58 кг  | Пимсири Сирикаев | 57,40 | 98    | 100   | 102    | 128    | 130    | —      | 232   | 2     |
| до 63 кг  | Сиррипуч Гульнои | 62,56 | 105   | 108   | 110    | 132    | 132    | 132    | —     | —     |